# Division 1 1963-1964
La Division 1 1963-1964 è stata la 26ª edizione della massima serie del campionato francese di calcio, disputato tra il 1º settembre 1963 e il 7 giugno 1964 e concluso con la vittoria del Saint-Étienne, al suo secondo titolo.
Capocannoniere del torneo è stato Ahmed Oudjani (Lens) con 30 reti.

## Stagione

### Novità
Il campionato, che prevedeva la partecipazione di 18 squadre, vide l'introduzione dei play-off promozione-salvezza: le squadre classificatesi al 15º e al 16º posto avrebbero incontrato la 3ª e la 4ª classificata di seconda divisione in un girone all'italiana, ottenendo la salvezza se avessero concluso nelle prime due posizioni o retrocedendo se si fossero piazzate nella metà inferiore. Le ultime due classificate al termine della stagione regolare sarebbero invece retrocesse direttamente.

### Avvenimenti
Alla seconda giornata già nessuna squadra poteva contare punteggio pieno salvo il Tolosa, che in seguito lottò per il primato contro lo Stade Reims e soprattutto il neopromosso Saint-Étienne, primo al nono turno. Dopo un'iniziale bagarre contro i campioni in carica del Monaco, i Verts presero il largo e conclusero il girone di andata con quattro punti di vantaggio sull'Olympique Lione.
Nel corso del girone di ritorno i Verts marciarono indisturbati verso il titolo, resistendo a un tentativo di rimonta del Monaco, capace di annullare completamente lo svantaggio nel giro di due giornate. Recuperata immediatamente la vetta, il Saint-Étienne piazzò l'allungo finale divenendo, con un turno di anticipo, il secondo caso di squadra neopromossa a vincere il titolo nazionale francese.
All'ultima giornata, una serie di risultati sfavorevoli obbligarono lo Stade Français e il RC Paris a disputare i playoff, con quest'ultima squadra che ne uscì svantaggiata per via di una peggior differenza reti nei confronti delle altre avversarie. Assieme al Nizza, già al giro di boa ultimo con diversi punti di ritardo sulle avversarie, retrocesse direttamente un altro nome importante come lo Stade Reims, colpito da una serie di circostanze sfavorevoli a livello tecnico  che lo condannarono con una gara di anticipo alla caduta in seconda divisione.

## Allenatori
L'allenatore detentore del titolo Lucien Leduc lasciò il Monaco per guidare il club svizzero del Servette, rimasto orfano di Jean Snella ingaggiato dal neopromosso Saint-Étienne. Louis Dugauguez abbandonò la panchina del Sedan-Torcy dopo quindici anni, venendo poi richiamato nel finale di stagione in seguito all'esonero del suo sostituto Jules Vandooren. A metà stagione l'allenatore dello Stade Reims Camille Cottin venne affiancato da Jean Prouff.

### Allenatori e primatisti
| Squadra         | Allenatore                                                     | Calciatore più presente                                            | Cannoniere                                                      |
| --------------- | -------------------------------------------------------------- | ------------------------------------------------------------------ | --------------------------------------------------------------- |
| Angers          | Antoine Pasquini                                               | Milan Grobarcik (34)                                               | Stéphane Bruey (14)                                             |
| Bordeaux        | Salvador Artigas                                               | Jean-Claude Ranouil (34)                                           | Héctor De Bourgoing (15)                                        |
| Lens            | Élie Fruchart                                                  | Marc Bourrier, Jean Deloffre, Bernard Placzek, Enzo Zamparini (34) | Ahmed Oudjani (30)                                              |
| Monaco          | Roger Courtois                                                 | Georges Casolari, Jean-Claude Hernandez, Théo (32)                 | Yvon Giner Charly Loubet (6)                                    |
| Nantes          | José Arribas                                                   | Jean Guillot, Jacky Simon (32)                                     | Jacky Simon (11)                                                |
| Nîmes           | Kader Firoud                                                   | Alain Garnier (34)                                                 | Salah Djebaïli (12)                                             |
| Nizza           | Numa Andoire                                                   | André Boragno (34)                                                 | Yvon Giner Charly Loubet (6)                                    |
| Olympique Lione | Lucien Jasseron                                                | Aimé Mignot (34)                                                   | Nestor Combin (23)                                              |
| RC Paris        | André Jeampierre                                               | Jean-Louis Lagadec (33)                                            | Guy Van Sam (15)                                                |
| Rennes          | Antoine Cuissard                                               | Alain Jubert (33)                                                  | Giovanni Pellegrini (13)                                        |
| Rouen           | Max Schirschin (1ª-16ª) Paul Lévin (17ª-34ª)                   | Pierre Tournier (34)                                               | Yvon Goujon (14)                                                |
| Saint-Étienne   | Jean Snella                                                    | Rachid Mekhloufi (34)                                              | André Guy (28)                                                  |
| Sedan-Torcy     | Jules Vandooren (1ª-32ª) Louis Dugauguez (33ª-34ª)             | Maxime Fulgenzy (34)                                               | Mohamed Salem (15)                                              |
| Stade Français  | Léon Rossi (1ª-14ª) Henri Priami (15-34ª)                      | Georges Peyroche, Édouard Stako (34)                               | Philippe Pottier (10)                                           |
| Stade Reims     | Camille Cottin (1ª-15ª) Camille Cottin e Jean Prouff (16ª-34ª) | Maurice Barreau, Raymond Kaelbel (33)                              | François Bruant, Roger Piantoni, Paul Sauvage, Jean Vincent (4) |
| Strasburgo      | Robert Jonquet                                                 | René Hauss (34)                                                    | José Farias, Casimir Koza (10)                                  |
| Tolosa          | Léon Deladerrière                                              | Antoine Redin, Guy Roussel (33)                                    | Samuel Edimo (14)                                               |
| Valenciennes    | Robert Domergue                                                | Joseph Bonnel, Patrice Mayet, Jean-Claude Piumi (33)               | Étienne Sansonetti (12)                                         |

## Classifica finale
|  | Pos. | Squadra         | Pt | G  | V  | N  | P  | GF | GS | DR  |
|  | ---- | --------------- | -- | -- | -- | -- | -- | -- | -- | --- |
|  | 1.   | Saint-Étienne   | 44 | 34 | 18 | 8  | 8  | 71 | 48 | +23 |
|  | 2.   | Monaco          | 41 | 34 | 17 | 7  | 10 | 62 | 45 | +17 |
|  | 3.   | Lens            | 40 | 34 | 17 | 6  | 11 | 71 | 46 | +25 |
|  | 4.   | Olympique Lione | 39 | 34 | 15 | 9  | 10 | 58 | 53 | +5  |
|  | 5.   | Tolosa          | 37 | 34 | 13 | 11 | 10 | 56 | 54 | +2  |
|  | 6.   | Valenciennes    | 35 | 34 | 14 | 7  | 13 | 49 | 39 | +1  |
|  | 7.   | Bordeaux        | 34 | 34 | 13 | 8  | 13 | 55 | 58 | -3  |
|  | 8.   | Nantes          | 34 | 34 | 13 | 8  | 13 | 51 | 59 | -8  |
|  | 9.   | Strasburgo      | 33 | 34 | 11 | 11 | 12 | 43 | 41 | +2  |
|  | 10.  | Angers          | 33 | 34 | 11 | 11 | 12 | 54 | 62 | -8  |
|  | 11.  | Rennes          | 33 | 34 | 12 | 9  | 13 | 54 | 65 | -11 |
|  | 12.  | Sedan-Torcy     | 32 | 34 | 14 | 4  | 16 | 62 | 52 | +10 |
|  | 13.  | Nîmes           | 32 | 34 | 12 | 8  | 14 | 45 | 45 | 0   |
|  | 14.  | Rouen           | 32 | 34 | 12 | 8  | 14 | 50 | 51 | -1  |
|  | 15.  | Stade Français  | 32 | 34 | 13 | 6  | 15 | 48 | 53 | -5  |
|  | 16.  | RC Paris        | 31 | 34 | 12 | 7  | 15 | 66 | 76 | -10 |
|  | 17.  | Stade Reims     | 27 | 34 | 8  | 11 | 15 | 37 | 56 | -19 |
|  | 18.  | Nizza           | 23 | 34 | 7  | 9  | 18 | 45 | 74 | -29 |

Legenda:
      Campione di Francia e ammessa alla Coppa dei Campioni 1964-1965.
      Ammesse alla Coppa delle Fiere 1964-1965.
      Ammesse alla Coppa delle Coppe 1964-1965.
  Partecipa ai play-out.
      Retrocesse in Division 2 1964-1965.
Note:
Due punti a vittoria, uno a pareggio, zero a sconfitta.
In caso di arrivo di due o più squadre a pari punti, la graduatoria verrà stilata secondo la classifica avulsa tra le squadre interessate che prevede, in ordine, i seguenti criteri:
- Differenza reti generale.

## Squadra campione
| Formazione tipo | Giocatori (presenze)  |
| --- | --------------------- |
| Bernard Sbaiz Tylinski Polny Casado Herbin Domingo Mekloufi Salen Foix Guy | Pierre Bernard (32)   |
| Bernard Sbaiz Tylinski Polny Casado Herbin Domingo Mekloufi Salen Foix Guy | Georges Polny (23)    |
| Bernard Sbaiz Tylinski Polny Casado Herbin Domingo Mekloufi Salen Foix Guy | Nello Sbaiz (23)      |
| Bernard Sbaiz Tylinski Polny Casado Herbin Domingo Mekloufi Salen Foix Guy | Richard Tylinski (31) |
| Bernard Sbaiz Tylinski Polny Casado Herbin Domingo Mekloufi Salen Foix Guy | Juan Casado (31)      |
| Bernard Sbaiz Tylinski Polny Casado Herbin Domingo Mekloufi Salen Foix Guy | Robert Herbin (33)    |
| Bernard Sbaiz Tylinski Polny Casado Herbin Domingo Mekloufi Salen Foix Guy | René Domingo (17)     |
| Bernard Sbaiz Tylinski Polny Casado Herbin Domingo Mekloufi Salen Foix Guy | Robert Salen (17)     |
| Bernard Sbaiz Tylinski Polny Casado Herbin Domingo Mekloufi Salen Foix Guy | Rachid Mekloufi (34)  |
| Bernard Sbaiz Tylinski Polny Casado Herbin Domingo Mekloufi Salen Foix Guy | Jacques Foix (32)     |
| Bernard Sbaiz Tylinski Polny Casado Herbin Domingo Mekloufi Salen Foix Guy | André Guy (32)        |
| Altri giocatori: René Ferrier (14), Frédéric N'Doumbé (14), Roland Mitoraj (10), Jean-Claude Baulu (8), Jacques Veggia (7), Roger Courbon (5), Joseph Hartmann (3), René Donoyan (2), Gérard Epalle (2), Aimé Jacquet (2), Jean Masson (2) |                       |

## Spareggi

### Spareggio promozione-retrocessione
Le squadre classificatesi al 15º e al 16º posto incontrano la 3ª e la 4ª classificata di Division 2, affrontandosi in un girone all'italiana. Le prime due classificate ottengono la salvezza se iscritte in Division 1 o avanzano di categoria se partecipanti alla seconda divisione. Le ultime due sono retrocesse se militano in Division 1 o non sono promosse se iscritte in seconda serie.
|  | Pos. | Squadra        | Pt | G | V | N | P | GF | GS | DR |
|  | ---- | -------------- | -- | - | - | - | - | -- | -- | -- |
|  | 1.   | Stade Français | 5  | 4 | 2 | 1 | 1 | 10 | 8  | +2 |
|  | 2.   | Tolone         | 4  | 4 | 2 | 0 | 2 | 9  | 9  | 0  |
|  | 3.   | RC Paris       | 4  | 4 | 2 | 0 | 2 | 8  | 9  | -1 |
|  | 4.   | Metz           | 3  | 4 | 1 | 1 | 2 | 8  | 9  | -1 |

Legenda:
      Promosso in Division 1 1964-1965.
      Retrocesso in Division 2 1964-1965.
Note:
Due punti a vittoria, uno a pareggio, zero a sconfitta.

## Statistiche

### Capoliste solitarie
|    | ——     | —— | —— | —— | —— | —— | ——     | ——            | ——  | ——     | ——            | ——            | ——            | ——            | ——            | ——            | ——            | ——            | ——            | ——            | ——            | ——            | ——            | ——            | ——            | ——            | ——            | ——            | ——            | ——            | ——            | ——            | ——            | ——            | ——            | ——            | ——            | —— |  |
|    | Tolosa |    |    |    |    |    | Tolosa | Saint Étienne |     | Monaco | Saint Étienne | Saint Étienne | Saint Étienne | Saint Étienne | Saint Étienne | Saint Étienne | Saint Étienne | Saint Étienne | Saint Étienne | Saint Étienne | Saint Étienne | Saint Étienne | Saint Étienne | Saint Étienne | Saint Étienne | Saint Étienne | Saint Étienne | Saint Étienne | Saint Étienne | Saint Étienne | Saint Étienne | Saint Étienne | Saint Étienne | Saint Étienne | Saint Étienne | Saint Étienne | Saint Étienne |    |  |
|    |        |    |    |    |    |    |        |               |     |        |               |               |               |               |               |               |               |               |               |               |               |               |               |               |               |               |               |               |               |               |               |               |               |               |               |               |               |    |  |
|    |        |    |    |    |    |    |        |               |     |        |               |               |               |               |               |               |               |               |               |               |               |               |               |               |               |               |               |               |               |               |               |               |               |               |               |               |               |    |  |
| 1ª | 2ª     | 3ª | 4ª | 5ª | 6ª | 7ª | 8ª     | 9ª            | 10ª | 11ª    | 12ª           | 13ª           | 14ª           | 15ª           | 16ª           | 17ª           | 18ª           | 19ª           | 20ª           | 21ª           | 22ª           | 23ª           | 24ª           | 25ª           | 26ª           | 27ª           | 28ª           | 29ª           | 30ª           | 31ª           | 32ª           | 33ª           | 34ª           | 35ª           | 36ª           | 37ª           | 38ª           |    |  |

### Individuali

#### Classifica marcatori
| Gol |  |  | Giocatore           | Squadra         |
| --- |  |  | ------------------- | --------------- |
| 30  |  |  | Ahmed Oudjani       | Lens            |
| 28  |  |  | André Guy           | Saint-Étienne   |
| 23  |  |  | Nestor Combin       | Olympique Lione |
| 21  |  |  | Lucien Cossou       | Monaco          |
| 18  |  |  | Jean Deloffre       | Lens            |
| 18  |  |  | Mohamed Salem       | Sedan-Torcy     |
| 16  |  |  | Rachid Mekloufi     | Saint-Étienne   |
| 15  |  |  | Héctor De Bourgoing | Bordeaux        |
| 15  |  |  | Guy Van Sam         | RC Paris        |
| 14  |  |  | Stéphane Bruey      | Angers          |
| 14  |  |  | Giovanni Pellegrini | Rennes          |
| 14  |  |  | Samuel Edimo        | Tolosa          |
| 13  |  |  | Michel Watteau      | RC Paris        |
| 12  |  |  | Yvon Douis          | Monaco          |
| 12  |  |  | Laurent Robuschi    | Bordeaux        |

### Arbitri
Di seguito è indicata, in ordine alfabetico, la lista dei 27 arbitri che presero parte alla Division 1 1963-1964. Tra parentesi è riportato il numero di incontri diretti.
- Joseph Barbéran (15)
- Roger Barde (12)
- Claude Blum (4)
- Marcel Bois (20)
- Maurice Bondon (19)
- Achille Carette (15)
- Guy Carite (2)
- André Debroas (9)
- Laurent Duhamel (3)
- Louis Dhumerelle (5)
- François Eurdekian (14)
- Henri Faucheux (17)
- Robert Héliès (11)
- Michel Kitabdjian (14)

- Robert Lacoste (16)
- Jacques Lamour (13)
- Roger Machin (19)
- Jean Maillard (1)
- Emile Mallereau (8)
- Jean Malleville (9)
- André Petit (14)
- Raymond Poncin (8)
- Pierre Schwinte (6)
- Robert Steiner (9)
- Jean Tricot (17)
- André Vuillemin (13)
- Jean Zuszek (7)

## Percorso dei club nelle coppe europee
| Club            | Competizione       | Risultato        | Ultimo avversario                |
| --------------- | ------------------ | ---------------- | -------------------------------- |
| Monaco          | Coppa dei Campioni | Ottavi di finale | Inter (0-1; 1-3)                 |
| Olympique Lione | Coppa delle Coppe  | Semifinali       | Sporting Lisbona (0-0; 1-1; 0-1) |
| RC Paris        | Coppa delle Fiere  | Primo turno      | Rapid Vienna (0-1; 2-3)          |